# Escrocul (film)
The Hustler  este un film american din 1961 co-scris, produs și regizat de Robert Rossen. Este creat în genurile film sportiv, dramatic. Rolurile principale au fost interpretate de actorii Paul Newman ca "Fast" Eddie Felson, Piper Laurie ca Sarah, George C. Scott ca Bert și Jackie Gleason ca Minnesota Fats. Scenariul este scris de Sidney Carroll și Rossen  pe baza unui roman omonim de Walter Tevis.

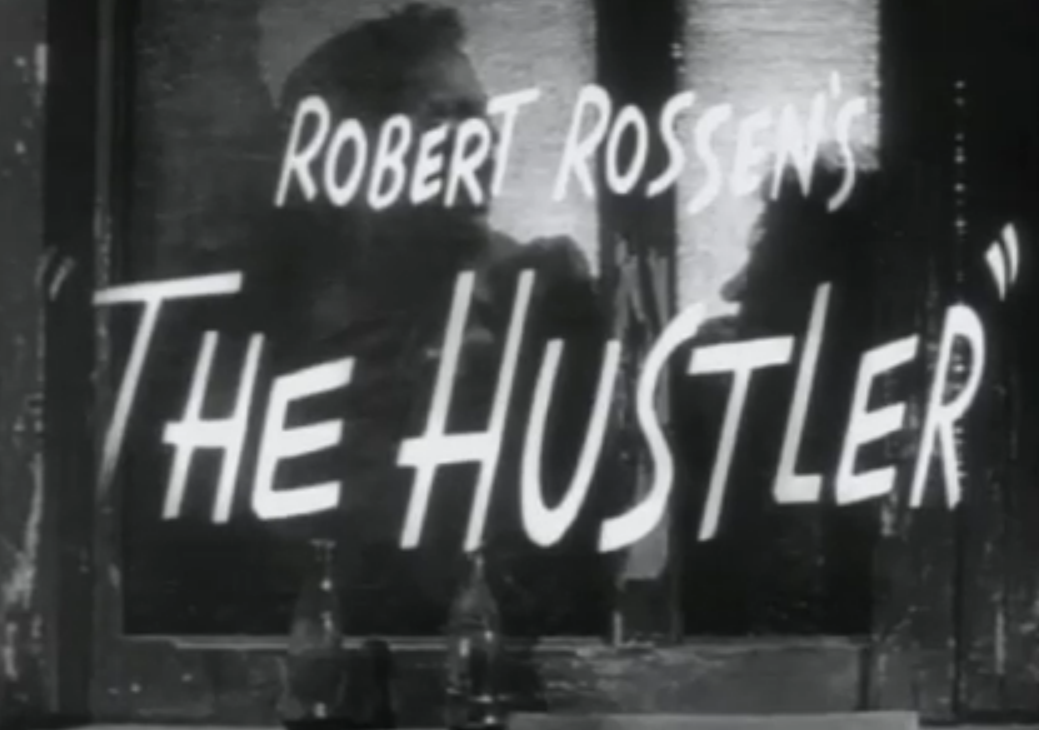

## Distribuție
- Paul Newman - Eddie Felson
- Jackie Gleason - Minnesota Fats
- Piper Laurie - Sarah Packard
- George C. Scott - Bert Gordon
- Myron McCormick -  Charlie
- Murray Hamilton - Findley
- Michael Constantine - Big John
- Stefan Gierasch - Preacher
- Clifford Pellow - Turk
- Jake LaMotta  - barman
- Gordon B. Clarke - cashier
- Alexander Rose - scorekeeper
- Carolyn Coates - waitress
- Carl York Young  -hustler
- Vincent Gardenia - bartender
- Gloria Curtis - girl with fur coat
- Charles Dierkop, Donald Crabtree, Brendan Fay - poolroom hoods
- Pool champion Willie Mosconi - cameo appearance - Willie

## Producție
Filmările au avut loc în New York City. Rossen, in pursuit of the style he termed "neo-neo-realistic", Cheltuielile de producție s-au ridicat la 2 milioane $.

## Lansare și primire
A avut încasări de 7,6 milioane $.
American Film Institute Lists
- AFI's 100 Years...100 Movies - Nominated[13]
- AFI's 100 Years...100 Thrills - Nominated[14]
- AFI's 100 Years...100 Heroes and Villains:
  - Bert Gordon - Nominated Villain[15]
- AFI's 100 Years...100 Movie Quotes:
  - "Eddie, you're a born loser." - Nominated[16]
- AFI's 100 Years...100 Movies (10th Anniversary Edition) - Nominated[17]
- AFI's 10 Top 10 - #6 Sports Film